# Dendroscansor decurvirostris
Dendroscansor decurvirostris, maorsky Manu paea, je vyhynulý druh pokřovníka, který se kdysi vyskytoval na Jižním ostrově Nového Zélandu. Tento malý pěvec se umisťuje do samostatného rodu Dendroscansor. K popisu druhu došlo v roce 1991.
D. decurvirostris je znám pouze z kosterních pozůstatků z pozdního pleistocénu a z holocénu. K roku 2022 bylo nalezeno pouhých šest exemplářů na čtyřech lokalitách (jedna lokalita je v Southlandu, tři se nachází v severozápadní části Jižního ostrova). D. decurvirostris představoval malého pěvce o váze pouhých 30 g (stále mnohem více, než nejtěžší současně žijící zástupce pokřovníkovitých, kterým je pokřovník alpínský). Z krátkého kýlu kosti hrudní (sternum) se odvozuje, že D. decurvirostris měl pouze krátké létací svaly a neuměl létat. Nápadný byl dlouhý, dolů mírně zahnutý zobák, který dal druhu vědecké druhové jméno i běžné jméno v angličtině (Long-billed wren). Rodové jméno pochází z řeckého dendros („strom“) a latinského scando, scansus („šplhat“). Původně se totiž mělo za to, že se jednalo o stromový druh pokřovníka, který šplhal po stromech, avšak novější poznatky poukazují, že D. decurvirostris spíše žil v subalpinské trávě a křovinách. Patrně se jednalo o hmyzožravce.
K vyhynutí druhu došlo následkem predace invazivní krysou ostrovní, která na Nový Zéland dorazila spolu s prvními Polynésany koncem 13. století. Má se za to, že tento nelétavý maličký pěvec bez přirozené obrany proti pozemním predátorům byl jednou z prvních ptačích obětí krysy ostrovní, která vyhladila i řadu dalších druhů novozélandských ptačích endemitů.